# Суперкубок Порше
Суперкубок Порше — міжнародний кузовний моно кубок.
Перегони проводить компанія Porsche під егідою FIA, як перегони підтримки Ф-1.

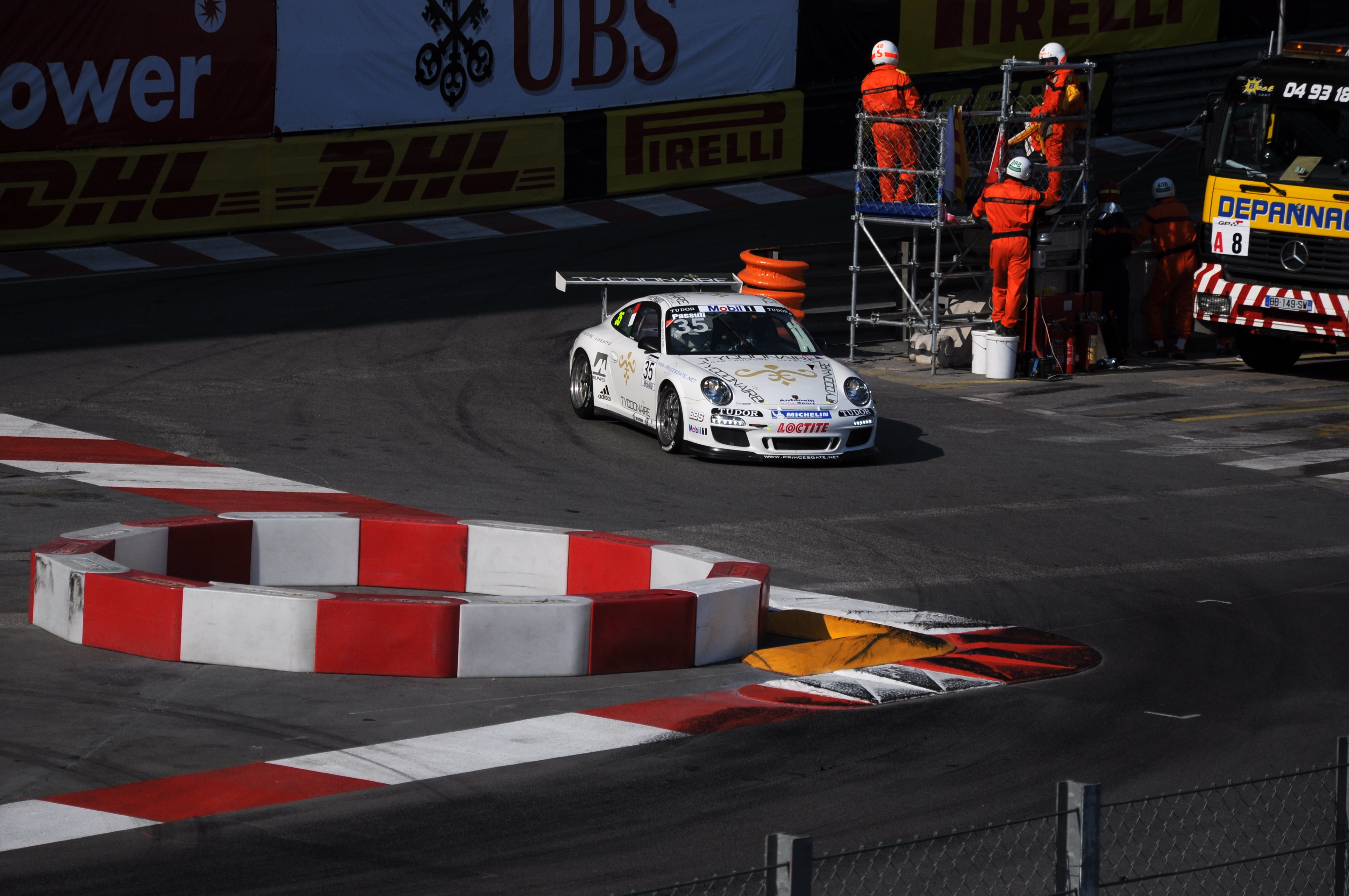
2011 Монако Porsche Supercup

## Автомобілі
У змаганнях беруть участь спеціальні кубкові автомобілі Porsche 911 GT3 (997 серія), котра використовується у Німецькому та Британському Кубках Порше, а також у Європейськомі чемпіонаті GT3.
Маса автомобіля становить 1120 кг. Автомобілі від серійних відрізняються тільки декількома вдосконаленнями для зменшення вартості обслуговування.
Двигун Porsche видає 420 к.с. (400к.с. з 2006 до 2008 р.) на 6ст. секвентальній коробці перемикання передач. 
Шини стандартні від Michelin повністю підходять під формат змагань. Гальма керамічні, стандартні.

## Чемпіонат

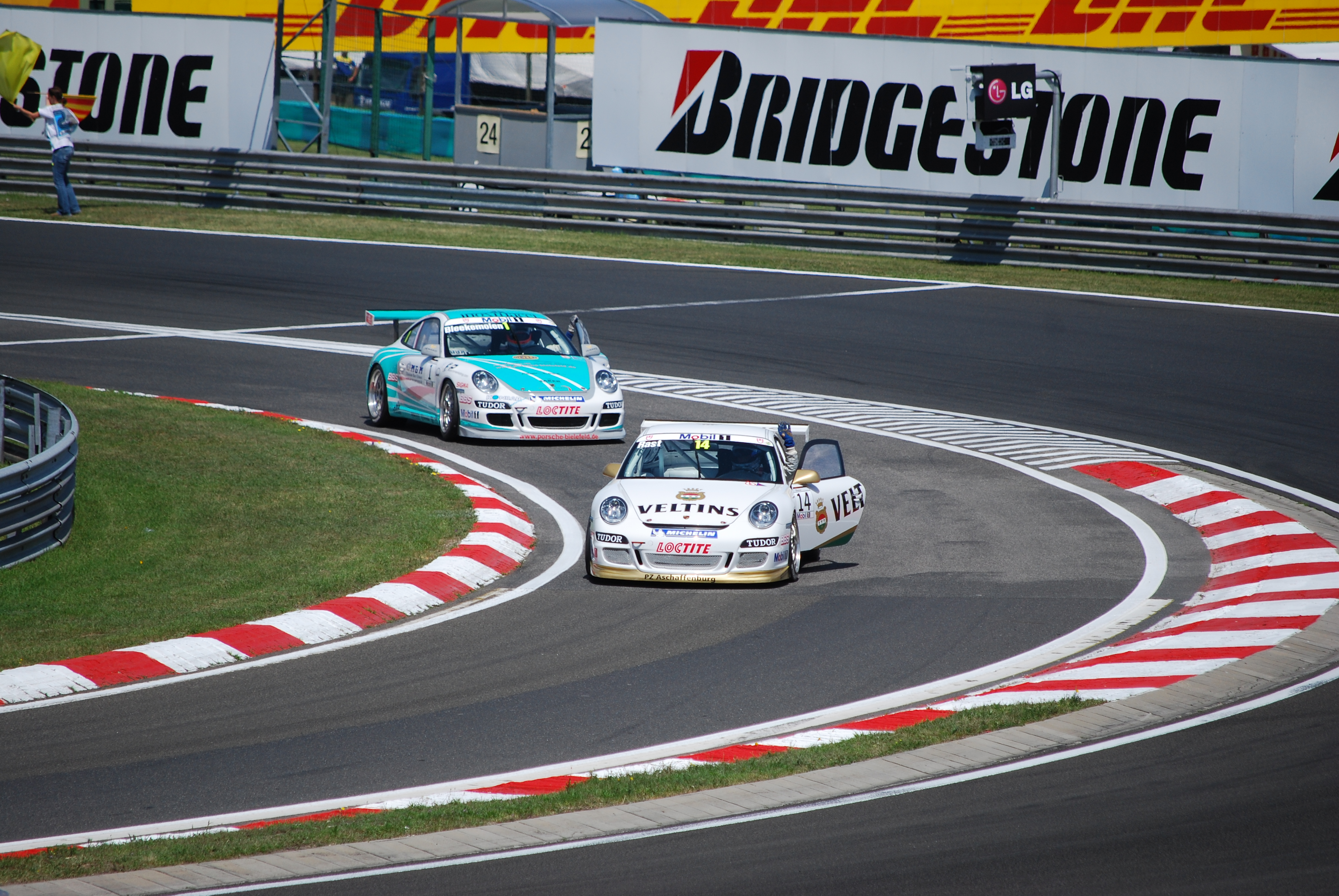
René Rast and Jeroen Bleekemolen Hungaroring 2009

Перегони проводяться в рамках ві-кендів Формула 1 на європейських етапах, перд стартом в той самий день «королівських автоперегонів». Але 2005 року провели етап в Індіанаполісі, 2006 року в Бахрейні. 

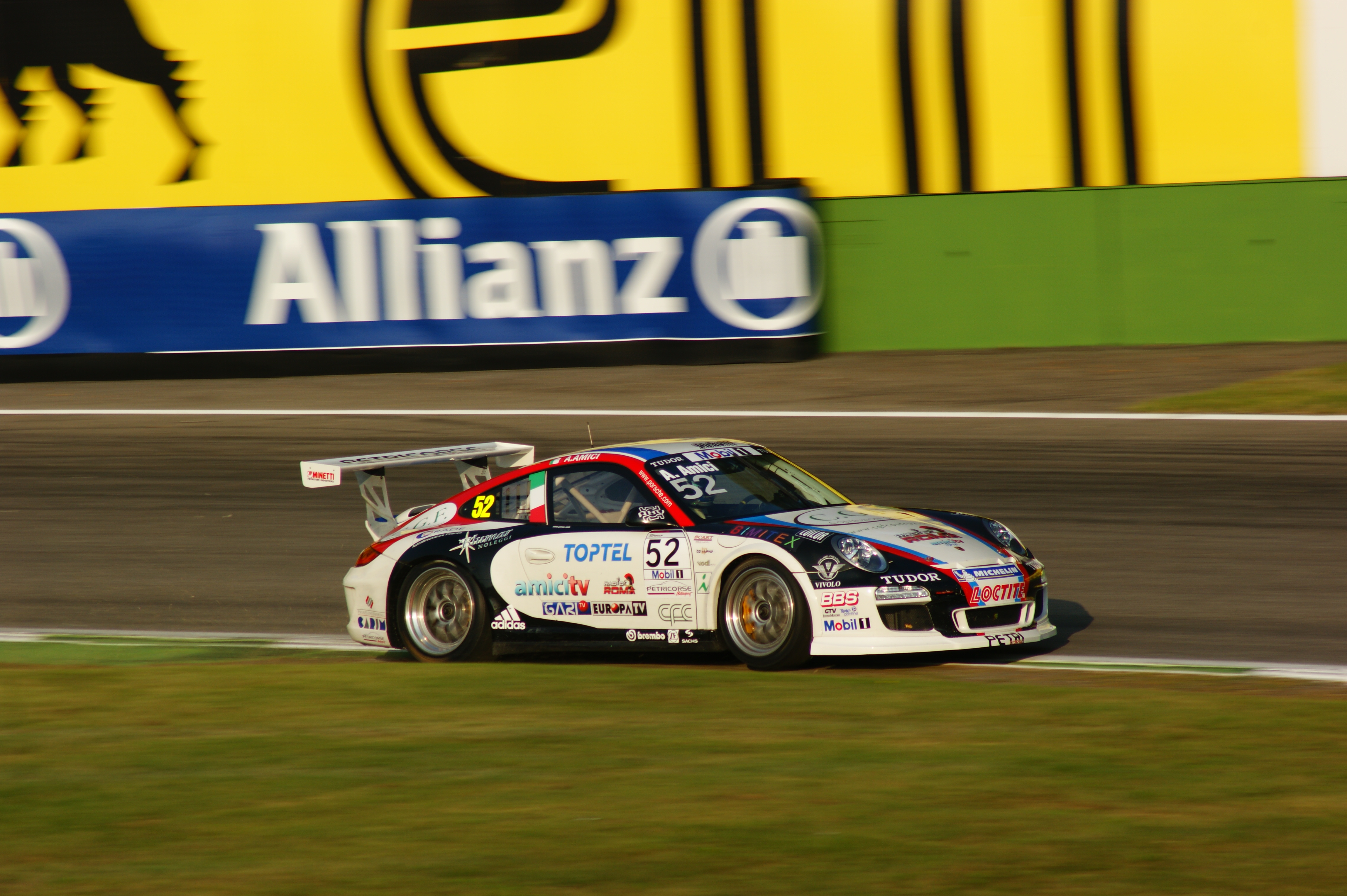
Монца 2011

За етап проводяться дві гонки тривалістю по 70 км, старт з місця та без піт-стопів.
Система обчислення очок відбувається серед 15 перших машин на фініші із 24 на старті: 20-18-16-14-12-10-9-8-7-6-5-4-3-2-1.
Але, щоб попасти в залік перегонів, пілот повинен провести не менше 8-ми гонок в сезоні.
Призові, котрі виділяє Porsche на сезон, розподіляються із загальної суми 820 тис.€. За одну виграну гонку, переможець отримує 9 тис.€.,2-ге місце 7,5 тис.€.,3-тє 6.5 тис.€., за останнє 15 залікове місце пілот отримує 1,4 тис.€.
Переможець кубка отримує цивільний автомобіль Porsche 911, а власник найбільшої к-сті найшвидших кіл за сезон отримує дорогий годинник від Porsche Design.

## Чемпіони
| Рік  | 1-ше місце                                   | 2-ге місце                                                                                    | 3-тє місце                                   |
| ---- | -------------------------------------------- | --------------------------------------------------------------------------------------------- | -------------------------------------------- |
| 1993 | Альтфрід Хегер Porsche Zentrum Koblenz       | Уве Альцен Porsche Zentrum Koblenz                                                            | Енцо Канделарі                               |
| 1994 | Уве Альцен Roock Racing                      | Еммануель Коллар                                                                              | Жан-П’єр Мальчер                             |
| 1995 | Жан-П’єр Мальчер JMB Racing                  | Юрген ван Гартцен                                                                             | Еммануель Коллар                             |
| 1996 | Еммануель Коллар                             | Юрген ван Гартцен                                                                             | Патрік Х’юсман                               |
| 1997 | Патрік Х’юсман Olaf Manthey Racing           | [[Файл:Шаблон:Прапор GER Німеччини\|20x13px\|GER Німеччини]] Олівер Матай Olaf Manthey Racing | Домінік Дюпуйї                               |
| 1998 | Патрік Х’юсман Olaf Manthey Racing           | Олівер Матай Olaf Manthey Racing                                                              | Альтфрід Хегер                               |
| 1999 | Патрік Х’юсман Eschmann-Manthey-Racing       | Олівер Матай Eschmann-Manthey-Racing                                                          | Стефан Ортеллі                               |
| 2000 | Патрік Х’юсман Eschmann-Manthey-Racing       | Бернд Майландер Eschmann-Manthey-Racing                                                       | Стефан Ортеллі                               |
| 2001 | Йорг Бергмайстер Farnbacher Racing PZN-FE    | Марко Вернер                                                                                  | Вольф Хенцлер Team PZ Essen Grohs Motorsport |
| 2002 | Стефані Ортеллі Kadach Tuning                | Марко Вернер Team Farnbacher                                                                  | Тімо Бернард Jurgen Alzen Motorsport         |
| 2003 | Франк Штиплер Team Farnbacher                | Вольф Хенцлер Team PZ Essen Grohs Motorsport                                                  | П’єр Каффер Team HP-Phoenix PZ Koblenz       |
| 2004 | Вольф Хенцлер Team PZ Essen Grohs Motorsport | Крістіан Менцель Team HP-PZ Koblenz                                                           | Дірк Вернер Farnbacher Racing                |
| 2005 | Алессандро Замперді Walter Lechner Racing    | Патрік Х’юсман Walter Lechner Racing                                                          | Девід Саленс Team Kadach                     |
| 2006 | Річард Вестбрук RT Morellato PZ Essen        | Ріхард Літц Tolimit Motorsport                                                                | Уве Альцен PZ Koblenz                        |
| 2007 | Річард Вестбрук HISAQ Competition            | Дам’єн Фолкнер Lechner Racing Team Bahrain                                                    | Уве Альцен SPS Automotive Performance        |
| 2008 | Ієрон Блікемолен Jetstream Motorsport        | Дам’єн Фолкнер SAS-Lechner Racing                                                             | Кріс Мамероу DAMAC Kadach Racing             |
| 2009 | Ієрон Блікемолен Jetstream Motorsport        | Рене Раст VELTINS MRS Racing                                                                  | Стефан Розина Walter Lechner Racing School   |
| 2010 | Рене Раст Al Faisal Lechner Racing           | Нік Танді Conrad Motorsport                                                                   | Норберт Зідлер VELTINS MRS Racing            |